# جک گراهام
جک گراهام (انگلیسی: Jack Graham; (12 آوریل ۱۸۷۳ - ژوئن ۱۹۲۵) فوتبالیست اهل پادشاهی متحد بریتانیای کبیر و ایرلند بود.
از باشگاه‌هایی که در آن بازی کرده‌است می‌توان به باشگاه فوتبال برنتفورد، باشگاه فوتبال کرای واندررز، باشگاه فوتبال میلوال، باشگاه فوتبال آرسنال، و باشگاه فوتبال آرسنال، و باشگاه فوتبال فولام اشاره کرد.